# Hilsenbergia orbicularis
Hilsenbergia orbicularis là loài thực vật có hoa trong họ Mồ hôi. Loài này được (Hutch. & E.A. Bruce) J.S. Mill. mô tả khoa học đầu tiên năm 2003.